# Château de la Tournette
Pour les articles homonymes, voir Tournette.
Le château de la Tournette est situé en Wallonie à Nivelles (Belgique).